# Acanthocephalus japonicus
Acanthocephalus japonicus är en hakmaskart som först beskrevs av Fukui och Morisita 1936.  Acanthocephalus japonicus ingår i släktet Acanthocephalus och familjen Echinorhynchidae. Inga underarter finns listade i Catalogue of Life.